# Magumma parva
Magumma parva là một loài chim trong họ Fringillidae.